# Physcia leptalea
Espèce
Physcia leptalea est une espèce de lichens de la famille des Physciaceae.

## Histoire du taxonPhyscia leptalea
La première description scientifique de cette espèce a été réalisée sous le nom Lichen leptaleus en 1798 par le botaniste suédois Erik Acharius dans son ouvrage Lichenographiae suecicae prodromus.